# Kunzea calida
Kunzea calida är en myrtenväxtart som beskrevs av Ferdinand von Mueller. Kunzea calida ingår i släktet Kunzea och familjen myrtenväxter.
Artens utbredningsområde är Queensland. Inga underarter finns listade i Catalogue of Life.